# アルカンニン
アルカンニン（alkannin）は、フランス南部で自生するルリジサから抽出される天然色素である。食品添加物や化粧品に使われる。オーストラリアでは食品用の赤茶色の着色料として使われ、欧州ではE番号がE103に指定されているが使用は既に承認されていない。光学異性体のd-体はシコニン(shikonin)であり、シコンなどの生薬に含まれていて、紫雲膏などに配合されている。

## 性質
ナフトキノン誘導体の化学構造がBrockmannによって1936年に決定された。アルカンニンは油脂性環境においては深赤色、アルカリ環境では紫色を発色する。植物は4-ヒドロキシ安息香酸とゲラニルピロリン酸からアルカンニンを生合成している。
アルカンニンには抗酸化性と、表皮ブドウ球菌と黄色ブドウ球菌に対する抗菌性を有する。このほか、抗ガン剤、抗血栓剤としての効果も知られている。